# Gus Hansen
Gustav Hansen (* 13. února 1974 nedaleko Kodaně, Dánsko) je profesionální pokerový hráč žijící v Monaku.

## Životopis
Před tím, než se v roce 1997 stal profesionálním hráčem pokeru, byl Hansen světovou třídou v backgammonu a výborným mládežnickým tenistou. Ve věku mezi třináctým a devatenáctým rokem byl znám pro své sportovní nadšení. Jako juniorský sportovec se věnoval několika sportům. V roce 2000 se přestěhoval do New Yorku a pokusil se žít jako profesionální hráč backgammonu, toto odvětví bylo však na jeho vkus příliš malé a neznámé.
Stal se profesionálním gamblerem a byl znám tím, že přijímal soukromé sázky na nejrůznější osobní sportovní závody (jako například běh), jiné než poker nebo profesionální sport.

## Pokerová kariéra
Hansen začal hrát poker v roce 1993 v Ocean View Card Room v Santa Cruz v Kalifornii, když zde na výměnném pobytu studoval The University of California v Santa Cruz. Je notoricky známý zvláště pro svůj extrémně agresivní styl hry, v pokerové terminologii nazývaný "loose aggressive". Je pověstný svým zvedáním sázek nebo blafováním se skoro jakýmikoliv dvěma kartami, což jeho soupeře vede k dorovnávání (či dokonce zvyšování) jeho sázek kdykoliv má nějakou rozumnou handu.
Na začátku roku 2015 Hansen ukončil svou pokerovou kariéru. Jeho ztráty v online cash game na hernách Full Tilt a PokerStars v tu chvíli podle serveru HighStakesDB přesahovaly částku 21 milionů dolarů. Jeho celkové výhry z živých turnajů se zastavily v březnu 2014 na částce $10,258,052.
V dubnu 2015 Hansen pro dánský deník Good Morning Denmark prohlásil, že s chce natrvalo vrátit do Dánska a usadit se tam. V srpnu 2016 už byl ale opět k vidění v nejvyšších cash game hrách v lasvegaském kasinu Bellagio a po 19 měsících se objevil i u online cash game stolů.

### World Series of Poker
V roce 2004 skončil Hansen na placeném 150. místě hlavního turnaje WSOP. V turnaji 2006 Tournament of Champions se Gus dostal až k finálovému stolu, ale vypadl hned v jeho první hře s AK proti 99.
V roce 2007 skončil tzv. "in money" v turnaji $10,000 No Limit Hold'em Main Event Championship, když z celkového pole 6,358 hráčů skončil 61. a inkasoval tak $154,194. Na main eventu skončil na penězích i v roce 2008, když za 160. místo bral 41.816 dolarů.
V roce 2010 zvítězil v rámci World Series of Poker Europe v Londýně v turnaji £10,350 No Limit Hold’em High Roller Heads-Up a připsal si tak svůj první náramek za vítězství v turnaji WSOP.

### World Poker Tour
Hansenovi se jako jedinému hráči podařilo vyhrát tři otevřené turnaje série World Poker Tour (WPT). Vyhrál také první WPT Bad Boys of Poker, turnaj, který je pouze pro zvané. V roce 2004 byl uveden do World Poker Tour Walk of Fame, po bok Doyla Brunsona a Jamese Garnera.

### European Poker Masters
V září roku 2006 Hansen vyhrál úvodní turnaj série EPM, The London All Star Challenge, kde v závěrečném "heads-up" porazil Marca Goodwina a odvezl si tak domů 53,600 anglických liber.

### Poker Superstars
Hansen také vyhrál zahajovací turnaj Poker Superstars Invitational Tournament, kdy v turnaji, v němž figurovali někteří z nejznámějších pokerových hráčů dnešní doby získal první cenu $1,000,000. Neobjevil se však již v druhé sérii, když v semifinále vypadl s Antoniem Esfandiarim.

### Ostatní turnaje
Hansen skončil "in money" na turnaji 2004 World Series of Poker main event a také se dostal k finálovému stolu na turnaji European Poker Tour (EPT) v Barceloně.
V roce 2006 byl Hansen členem vítězného dánského týmu v turnaji PartyPoker.com Football & Poker Legends Cup po boku Theo Jørgensena a Kim Christofte.
V současné době hraje hlavní roli v Professional Poker Tour a v druhé řadě show High Stakes Poker, kde vyhrál historicky druhý největší pot ($575,700), když jeho 5♦ 5♣ porazilo 6♠ 6♥ Daniela Negreanua po tom, co na stůl přišlo 9♣ 6♦ 5♥ 5♠ 8♠.
V době od 12. do 17. listopadu 2006 se zúčastnil v Singapuru Betfair Asian Poker Tour.
Gus byl prvním vítězem Poker After Dark, turnaje televizní stanice NBC, což mu vydělalo $120,000 (včetně buy-inu ve výši $20,000), když porazil pět dalších profesionálů včetně Phila Hellmutha a Hucka Seeda.
V lednu roku 2007 vyhrál Gus hlavní turnaj série Aussie Millions v Melbourne, Austrálii, když vyřadil celé pole 747 hráčů a odvezl si první cenu, 1,500,000 australských dolarů.

### Ostatní aktivity
Gus Hansen byl také zakládající partner online poker herny pokerchamps.com, spuštěné v roce 2003. Roku 2005 byla společnost a technologie herního softwaru prodána britské společnosti Betfair, za více než 100 milionů dánských korun (přibližně asi 15,000,000 USD). Navzdory prodeji se Hansen zúčastnil PokerChamps Danish championship v říjnu 2005.
V roce 2005 se Hansen vyskytl v Texas Hold'Em Poker Advanced Strategies With Gus Hansen, což je součást série instruktážních DVD.
V současnosti je také tváří dánské módní značky Frank Q, která ho obléká výhradně pro městské účely.

## Ztráty
Navzdory jeho stále pokračujícím úspěchům, Hansen bojoval s finančními potížemi, údajně kvůli velkým prohrám během hraní "cash games". Hansen je pravidelným účastníkem The Big Game (Velká hra), která se uskutečňuje v "Bobby's Room" v luxusním Las Vegasském Bellagio Casino. Nechal se slyšet, že jeho prohry nejsou žádným tajemstvím a přiznal, že prohrál asi milion dolarů během pár her. Připouští také, že se mu trvale nedaří ve sportovní sázkách, a to tolik, že si přeje přestat.

## Maličkosti
- Tvrdí, že se naučil anglicky poslechem a čtením textů písniček skupiny Pink Floyd, když byl ještě malý.
- Redaktoři časopisu People ho v prosinci 2004 zvolili nejvíce sexy hráčem pokeru ve svém speciálním vydání – 50 nejvíce sexy žijících mužů.
- Byl předmětem dánského televizního dokumentu s názvem Royal Straight Flush v roce 2003.
- Pro dánské noviny Ekstra Bladet píše v týdenních intervalech články (v dánštině), které jsou v anglickém překladu reprodukovány na jeho oficiálních webových stránkách.
- V roce 2007 se objevil filmu Redline, kde si hrál v jedné scéně poker s Davidem Williamsem.